# Radisson Blu Béke Hotel
A mai Radisson Blu Béke Hotel Budapest szívében, a Nagykörúton található.
Története egybefonódott a városéval: megérte a „békebeli idők” kulturális virágzását, a két világháború közötti hanyatlást és többszörös, küzdelmes újjászületés árán bár, de ma is a főváros egyik legismertebb szállodájaként üzemel.

## A szálloda bemutatása
A szálloda többszöri újjáépítésekor szem előtt tartották a múlt értékeinek megőrzését. Haranghy Jenő munkái ma is az épület díszei, három konferenciatermet fára festett képei, a folyosókat és más helyiségeket ólomüveg ablakai teszik különlegessé.
Zsolnay Kávéház: A kávézó a Zsolnay-porcelán után kapta a nevét, hagyományosan a kávé és tea különlegességeket Zsolnay-porcelánban szolgálják fel. A kávézó egyben étteremként is üzemel.
The Globe Étterem: az étterem látványkonyhával rendelkezik, melynek segítségével a vendégek láthatják az ételek elkészülési folyamatát. 
A Radisson Blu Béke Szálloda 247 szobával és 8 apartmannal rendelkezik hat emeleten.
A szállodában összesen tizenhat konferenciaterem található, emellett szauna, fitness terem és business center is várja a látogatókat.

## A Béke Hotel története

### A kezdetek
Az 1900-as évek elején Fábri Henrik kávékereskedő angliai és távol-keleti utazásairól hazatérve elhatározta, hogy korszerű szállodát létesít a Nyugati pályaudvar környékén.
Választása egy négyemeletes sarokházra esett, amelyet átépített, és külföldön szerzett tapasztalatai alapján a kor minden igényét kielégítő szállodává alakított. 1913. május 10-én nyitotta meg kapuit a mai Radisson Béke Hotel őse, melynek alapítója – akire nagy hatással volt az angol szállodaipar – a „Britannia” nevet adta.

### Kávéházi élet
1926-ban Németh Aladár került a szálloda élére, s hozzáértésének köszönhetően megkezdődhetett a Britannia második fénykora. A polgárság igényeinek megfelelő helyiségeket alakítottak ki, lehetővé téve ez által a szálloda bekapcsolódását Budapest virágzó kulturális és művészeti életébe. Haranghy Jenőnek, az Iparművészeti Főiskola tanárának művei díszítették a szálloda termeit. Ekkor alakították ki a híres Kupola termet, a Szondi sörözőt, a Nótás éttermet, a Székely Ivót és a Móra-szobát. Ez utóbbi Móra Ferencről kapta a nevét, aki a Britanniát második otthonaként emlegette, oly sokat tartózkodott itt. A szálloda körútra néző oldalán kávéházat nyitottak, falai között pezsgő kulturális élet zajlott, így a Britannia Budapest kávéházi kultúrájának és történelmének részévé vált.

### A modern Béke
A második világháború alatt Budapest ostroma megviselte a Britannia épületét, bombatalálat érte és hadikórház működött falai között. A harcok után azonban ismét megnyithatta kapuit, ekkor már az új és beszédes „Béke Szálló” néven. A régi hírnév vonzotta a vendégeket, a ház sok hírességet, politikust, művészt fogadott. A Kupola műsoros estjein népszerű magyar művészek kezdhették meg pályafutásukat. Hofi Géza, Korda György, Máté Péter,  Klapka György, Medveczky Ilona, Honthy Hanna és Feleki Kamill lépett fel itt. Az Orfeum Pest legszínvonalasabb éjszakai mulatójává vált, a híres budapesti kabaré világát idézte fel.
1985-ben a HungarHotels teljes körűen felújította és modernizálta az épületet, így megkezdődhetett a Béke Szálló harmadik fénykora. A szálloda újjáépítésekor szem előtt tartották a múlt értékeinek megőrzését: Haranghy munkái ma is az épület díszei.
1988-ban, Európában elsőként a szálloda az amerikai Radisson SAS hotellánc tagja lett.
1995 óta a Danubius Hotels Group tagja.
2009-től viseli a Radisson Blu Béke Hotel nevet.